# MFK Rožňava
MFK Rožňava là một câu lạc bộ bóng đá Slovakia, đến từ thị trấn Rožňava.

## Màu sắc
Màu sắc của câu lạc bộ là vàng và xanh dương.